# Robert Holgate
Pour les articles homonymes, voir Holgate.
Robert Holgate est un prélat anglais né en 1481 ou 1482 et mort le 15 novembre 1555. Il est évêque de Llandaff de 1537 à 1545, puis archevêque d'York de 1545 à 1554. Il reconnaît Henri VIII comme chef de l'Église d'Angleterre.